# Frobisher-öböl

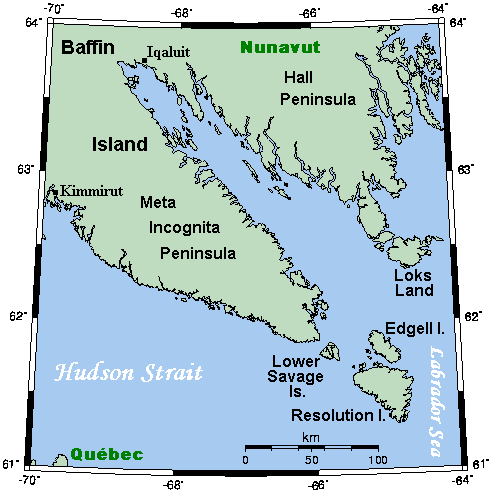
A Frobisher-öböl a Baffin-sziget délkeleti részén, a Hall- és a Meta Incognita-félszigetek között

A Frobisher-öböl az Atlanti-óceán egy keskeny, de mintegy 230 km hosszú öble a Baffin-sziget délkeleti partján. Nevét a szigetet fölfedező Martin Frobisherről kapta. Partján épült Frobisher Bay, a sziget közigazgatási központja, ami viszont az öbölről kapta nevét.